# Chet Holmgren
Chet Thomas Holmgren (Minneapolis, Minnesota; 1 de maig de 2002) és un jugador de bàsquet estatunidenc que pertany a la plantilla dels Oklahoma City Thunder de la NBA. Mesura 2,13 metres i juga en les posicions de pivot i ala-pivot. Va ser escollit en segona posició al draft de l'NBA de 2022

## Carrera esportiva

### Inicis
Holmgren va néixer a Minneapolis, Minnesota. Va créixer jugant bàsquet sota la tutela del seu pare, un ex jugador universitari. Fent sisè curs, va començar a assistir a Minnehaha Academy, una escola privada a Minneapolis. Mesurava 6 peus 2 polzades (1,88 m) en aquell moment i era company d'equip de Jalen Suggs, amb qui jugaria a l'escola secundària. Holmgren va millorar el seu rang de tir mentre es recuperava d'una fractura al canell dret durant la seva primera temporada. Va créixer unes vuit polzades (20 cm) l'any anterior al novè curs.

### Institut
Com a estudiant de primer any en Minnehaha Academy, Holmgren va fer una mitjana de 6,2 punts i tres rebots per partit. El seu equip va guanyar el seu segon campionat estatal Classe 2A consecutiu. Després de la temporada, va tenir èxit amb el seu equip Grassroots Sizzle d'Amateur Athletic Union en l'Associació Under Armour, guanyant els honors de jugador més valuós del torneig. Com a resultat, va emergir com un dels jugadors millor classificats en la classe 2021 i va començar a rebre més interès en la Divisió I de la NCAA. A l'agost de 2019, Holmgren va atreure l'atenció nacional per fer un crossover al jugador de bàsquet Stephen Curry al SC30 Select Camp de Curri.
El 4 de gener de 2020, com a júnior, Holmgren va registrar 9 punts, 10 rebots i 12 taps en una victòria televisada a nivell nacional sobre Sierra Canyon School, un equip classificat a nivell nacional amb Bronny James, Brandon Boston Jr. i Ziaire Williams. En la seva temporada júnior, va fer una mitjana de 14,3 punts per partit, la qual cosa va portar a Minnehaha a un rècord de 25-3.
En el seu últim any, amb una mitjana de 21 punts i 12,3 rebots, Holmgren va guanyar el títol estatal de Classe 3A, el seu quart campionat estatal en Minnehaha. Va ser nomenat Gatorade National Player of the Year, Naismith Prep Player of the Year, Morgan Wootten National Player of the Year, McDonald's All-American i Minnesota Mr. Basketball.

#### Reclutament
En ingressar a la seva temporada júnior, Holmgren va rebre al voltant de 30 ofertes de beques de programes universitaris de bàsquet. Al juny de 2020, després de la reclassificació de Jonathan Kuminga, es va convertir en el jugador número u de la classe 2021, segons ESPN. El 19 d'abril de 2021, Holmgren va anunciar el seu compromís i va signar una National Letter of Intent per a jugar al bàsquet universitari per a Gonzaga, seguint al seu excompany d'equip de l'institut, Jalen Suggs.

### Universitat
En el seu debut universitari amb els Bulldogs, Holmgren va anotar 14 punts, 13 rebots, 7 taps i 6 assistències en la victòria per 97–63 sobre Dixie State. Es va convertir en el primer jugador en 25 anys a registrar almenys 10 punts, 10 rebots, 5 assistències i 5 taps en el seu debut. El 22 de novembre, l'estudiant de primer any de 7 peus va acabar amb 19 punts en 7 de 9 tirs i 3 de 3 en la línia de tirs lliures. Al final de la temporada regular, Holmgren va ser nomenat Jugador Defensiu de l'Any i Rookie de l'Any de la Conferència de la Costa Oest. En el Torneig de la NCAA, Holmgren va registrar 19 punts, 17 rebots, set bloquejos i cinc assistències en la seva victòria per 93–72 en la primera ronda sobre Geòrgia State. Com a estudiant de primer any, va fer una mitjana de 14,1 punts, 9,9 rebots i 3,7 taps per partit. El 21 d'abril de 2022, Holmgren es va declarar elegible per al draft de la NBA de 2022, renunciant al seu anys universitaris restants.

#### Estadístiques
| Any     | Equip   | PJ | PT | MPP  | %TC  | %3P  | %TL  | RPP | APP | ROB | TPP | PPP  |
| ------- | ------- | -- | -- | ---- | ---- | ---- | ---- | --- | --- | --- | --- | ---- |
| 2021–22 | Gonzaga | 32 | 31 | 26.9 | .607 | .390 | .717 | 9.9 | 1.9 | .8  | 3.7 | 14.1 |

### NBA

#### Oklahoma City Thunder
Va ser triat en la segona posició del Draft de la NBA de 2022 per Oklahoma City Thunder.

## Selecció nacional
Holmgren va representar els Estats Units en la Copa Mundial Sub-19 de 2021 de Letònia. Va fer una mitjana de 11,9 punts, 6,1 rebots, 3,3 assistències i 2,7 taps per partit, la qual cosa va portar al seu equip a una medalla d'or i va obtenir els honors d'MVP del torneig.

## Vida personal
El pare de Holmgren, Dave, que també mesura 2,13 m (7 peus 0 polzades), va jugar 57 partits de bàsquet universitari amb Minnesota entre 1984 i 1988.